# Suhorje
Suhorje – wieś w Słowenii, w gminie Pivka. 1 stycznia 2017 liczyła 64 mieszkańców.